# Aleksandr Michajlovič Gorčakov
Aleksandr Michajlovič Gorčakov (in russo  Александр Михайлович Горчаков?; Haapsalu, 15 luglio 1798 – Baden-Baden, 11 marzo 1883) è stato un politico russo.
Principe, diplomatico, Ministro degli esteri della Russia dal 1856 al 1882, Cancelliere dell'Impero.
Fu il protagonista politico dell'espansione dell'Impero russo in Asia centrale; riuscì ad annullare le pesanti clausole imposte alla Russia dal trattato di Parigi; condusse le trattative per la Lega dei tre imperatori e ottenne la neutralità dell'Austria consentendo nel 1877 l'attacco della Russia all'Impero ottomano.

## Gli inizi, l'incarico e la Questione italiana
Di antica famiglia nobile risalente alla dinastia dei Rjurikidi, Gorčakov entrò giovanissimo nel servizio diplomatico, fu ambasciatore di Russia a Stoccarda (Regno di Württemberg) e rappresentante dello Zar alla Dieta della Città libera di Francoforte. Nel 1854 fu nominato ambasciatore a Vienna dove si adoperò affinché l'Austria rimanesse neutrale nella guerra di Crimea, al termine della quale la Russia, sconfitta, dovette sottostare nel 1856 alle decisioni del Congresso di Parigi.

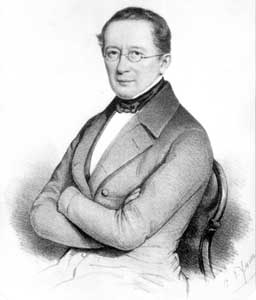
Alexander Michajlovič Gorčakov

Nello stesso anno, divenuto Ministro degli esteri per volontà del nuovo Zar Alessandro II, in sostituzione di Karl Vasil'evič Nesselrode, Gorčakov si trovò subito ad affrontare il compito di giustificare l'azione repressiva dell'esercito russo in Polonia a seguito della Rivolta di Gennaio.

Il nuovo ministro degli esteri dovette anche gestire la pressione di ambienti vicini alla corte che incitavano lo Zar a spingersi, nel contesto del "Grande Gioco", in conquiste verso l'India britannica. Gorčakov avvertì Alessandro II che, data l'importanza che gli inglesi attribuivano all'India, non era pensabile uno spostamento di truppe verso i suoi confini: sarebbe stato troppo pericoloso.
Ma egli era meno pacifista di quello che appariva. Assumendo la carica di Ministro degli Esteri, Gorčakov si era prefissato lo scopo di abolire le umilianti clausole del Trattato di Parigi (1856) e riferendosi alla condizione della Russia dopo la sconfitta di Crimea pronunciò una battuta che rimase famosa: «La Russia non tiene il broncio. La Russia riflette».
Per addivenire a qualche risultato sulle clausole, la Russia accettò di firmare un trattato con la Francia nel 1859. L'alleanza, piuttosto blanda, non prevedeva da parte russa che una promessa di neutralità benevola nel caso Francia e Regno di Sardegna avessero attaccato l'Austria. Di conseguenza il 30 ottobre 1859 Gorčakov ottenne da parte del Piemonte la più alta onorificenza di Casa Savoia: l'Ordine Supremo della Santissima Annunziata.
Quando però, nel 1860, Giuseppe Garibaldi dopo lo sbarco a Marsala, vinte le prime battaglie contro l'esercito borbonico, divenne una minaccia per gli equilibri italiani, la voce di protesta più alta che si alzò fu proprio quella di Gorčakov, che moltiplicò al Piemonte le richieste di impedire nuove azioni, sollecitando le potenze ad un energico intervento. La campagna diplomatica scaturì, molto probabilmente, dal tentativo di sottolineare le azioni illegali di una delle potenze vincitrici della guerra di Crimea (il Regno di Sardegna) e indebolire così il valore politico delle clausole del trattato di Parigi.

## Il "Grande gioco" (fino al 1870)
In attesa che i tempi fossero maturi sulla questione delle clausole, qualche anno dopo, prevalse a San Pietroburgo la tesi di riprendere il "Grande gioco" e l'esercito russo nel 1864 occupò varie cittadine e fortezze del Khanato di Kokand, in Asia centrale. Trascorso qualche mese, il governo zarista, incoraggiato dal fatto che Londra non aveva accolto la richiesta di aiuto del Khan, si preparò anche al passo successivo.

Gorčakov, prevedendo per questa volta proteste, stilò un memorandum che avrebbe dovuto placare i timori europei. Il documento paragonava la posizione russa a quella delle altre grandi potenze nei rispettivi territori coloniali e fu diramato nel dicembre 1864:

«La posizione della Russia in Asia centrale è quella di tutti gli Stati civilizzati entrati in contatto con popolazioni nomadi semiselvagge prive di una stabile organizzazione sociale. In questi casi accade sempre che lo Stato più civilizzato si veda costretto, nell'interesse della sicurezza delle proprie frontiere e relazioni commerciali, a esercitare una certa qual supremazia su quei popoli che per le loro caratteristiche di turbolenza e riottosità si configurano come vicini indesiderabili.[...]». Per quanto, concludeva Gorčakov, la Russia, consolidata la frontiera con il Khanato di Kokand, non intendeva procedere oltre.
Il passo successivo fu però la presa di Tashkent, nel 1865. Londra protestò come previsto osservando che la nuova conquista nel Khanato di Kokand si trovava molto al di là dei confini meridionali indicati come limite nel memorandum.
I russi fecero dapprima sbollire le proteste inglesi ma poi risultò evidente come anche l'assicurazione data da Gorčakov sull'indipendenza stessa dei canati fosse illusoria.

### L'incontro di Heidelberg

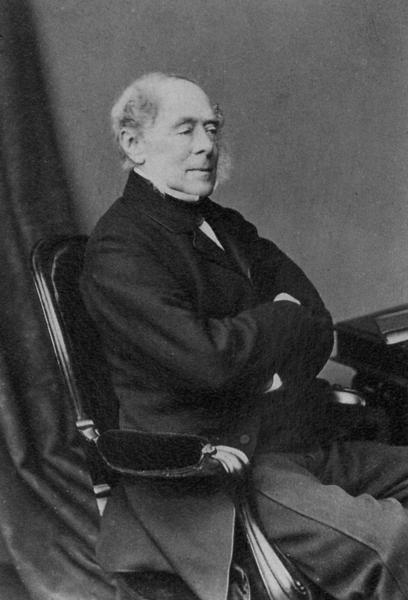
Il ministro degli Esteri britannico Lord Clarendon contestò a Gorčakov le conquiste russe in Asia centrale.

L'assorbimento dei Canati dell'Asia centrale nell'Impero russo, in una forma o nell'altra, fu infatti in quegli anni il principale obiettivo di Gorčakov; per varie ragioni. Prima di tutto per il timore che gli inglesi vi arrivassero per primi e monopolizzassero il commercio della regione, poi per orgoglio nazionale, dopo la battuta d'arresto in Europa, e infine per motivi strategici: minacciando più da vicino le frontiere dell'India britannica, la Russia avrebbe accresciuto il suo potere politico.
Nel 1868 l'esercito russo conquistò Samarcanda, nell'Emirato di Bukhara che divenne protettorato dell'Impero russo, e l'anno dopo cominciarono i preparativi per una spedizione contro il Khanato di Khiva.
A questo punto i fautori inglesi di una politica meno remissiva convinsero il governo britannico presieduto da William Ewart Gladstone della necessità di parlar chiaro ai russi.
Il Ministro degli Esteri inglese Lord Clarendon si incontrò così ad Heidelberg con Gorčakov. Questi, messo alle strette, attribuì la responsabilità delle conquiste ai militari locali e alla loro ambizione, piuttosto che allo Zar Alessandro. Nello stesso tempo assicurò che la Russia non intendeva avanzare oltre e, certamente, non aveva progetti per l'India. Lord Clarendon, scettico, propose allora di definire una zona neutrale fra i due rispettivi imperi e il ministro russo rispose che l'Afghanistan faceva al caso. Iniziarono così fra San Pietroburgo e Londra delle trattative e delle corrispondenze che, però, si arenarono sulla difficoltà di stabilire l'impervia frontiera settentrionale dell'Afghanistan, ancora in parte inesplorata.

## Nei Balcani
Anche nei Balcani, fin dal 1856, Gorčakov condusse la sua politica con una certa disinvoltura. Egli, non proprio panslavista, sostenne tuttavia l'indipendenza delle province autonome slave dell'Impero ottomano.

L'anno del suo insediamento disapprovò la proposta francese che spingeva il Montenegro a riconoscere la sua sudditanza ai turchi. Due anni dopo propose una conferenza sulla questione serba e quando Mihailo Obrenović tornò sul trono serbo (1860) e iniziò ad adoperarsi per l'indipendenza, mostrò di essere pronto ad appoggiarlo.

Ma quando nel 1861 i turchi bombardarono Belgrado, Gorčakov rimase sconcertato e diede la precedenza alla pace sul suo desiderio di vendetta.

## L'abolizione delle clausole di Parigi

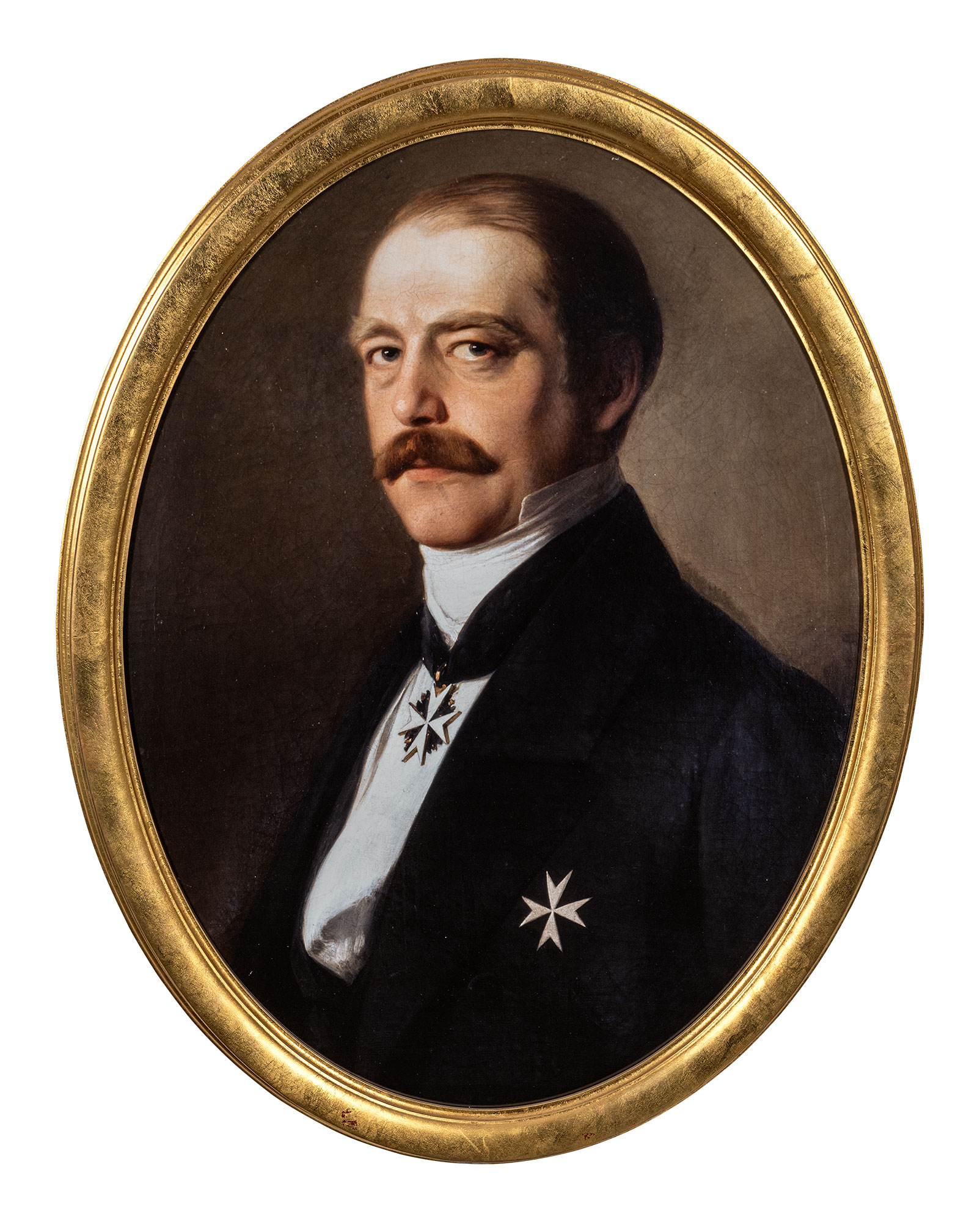
Il cancelliere prussiano Otto von Bismarck promise di appoggiare Gorčakov diplomaticamente.

Intanto, in Europa, nel luglio 1870 la Francia aveva attaccato la Prussia. la Russia decise di avere un atteggiamento favorevole, ma interessato, nei riguardi della Prussia.

Il Primo ministro a Berlino Otto von Bismarck, infatti, aveva promesso di sostenere la Russia nell'abolizione delle clausole del Trattato di Parigi (1856) che smilitarizzavano il Mar Nero. Chiese solo alla Russia di non sollecitare la questione fino alla fine della guerra. Gorčakov, invece, approfittando delle gravi sconfitte subite dalla Francia, dichiarò nulle quelle clausole rinnegandole nell'ottobre del 1870.

A sostegno del suo atto unilaterale, Gorčakov dichiarò che la pace di Parigi era già stata violata molte volte. In Romania, nel 1866, le potenze europee avevano permesso che fosse eletto un principe straniero (il tedesco Karl von Hohenzollern-Sigmaringen) ma erano rimaste inattive al momento di soccorrere gli altri sudditi cristiani dell'Impero turco. Squadre navali avevano violato la neutralità del Mar Nero e l'invenzione delle corazzate aveva modificato gli equilibri strategici degli anni cinquanta. In queste circostanze lo Zar non poteva più considerarsi vincolato al trattato del 1856.
Nel 1871, dopo la sconfitta francese, le principali potenze ratificarono la decisione russa.

## La Lega dei tre imperatori

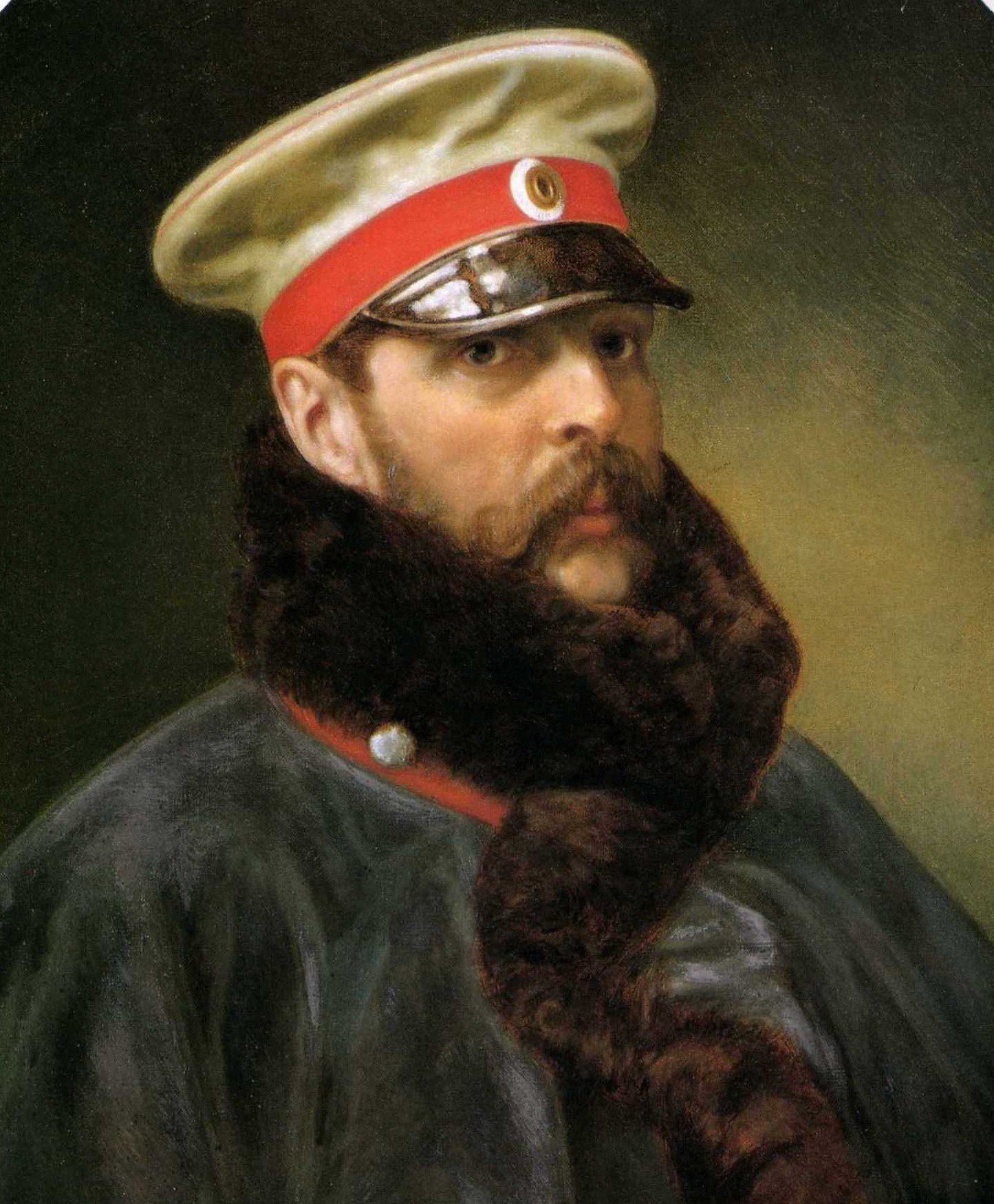
Gorčakov trattò per la stipula della Lega dei tre imperatori, rappresentata dalla Russia dallo zar Alessandro II.

Dopo la guerra franco-prussiana, Gorčakov si rese conto che si doveva evitare la completa umiliazione della Francia e riportò un piccolo successo diplomatico quando convinse Bismarck a ridurre l'indennità a carico del Tesoro francese, facendola portare da sei a cinque miliardi di franchi. Ma della Terza Repubblica francese, nata dalle ceneri della catastrofe bellica, lui, come ministro dell'Impero zarista, si fidava molto poco.
Sentimento condiviso e che portò a Berlino, nel 1872, gli imperatori Guglielmo I di Germania, Francesco Giuseppe I d'Austria e Alessandro II di Russia ad un incontro per porre le basi di quella che sarà, l'anno dopo, la Lega dei tre imperatori.
Gorčakov e il suo omologo austriaco Gyula Andrássy discussero soprattutto sulla questione della Polonia, in gran parte facente parte del territorio russo. Il ministro dello Zar era, in particolare, preoccupato per i diritti autonomistici che l'Austria aveva concesso alla Galizia, che avrebbero potuto risvegliare i moti di rivolta polacchi. Andrássy fu molto rassicurante e dichiarò a Gorčakov che così come per la questione della Bosnia ed Erzegovina (provincia turca su cui l'Austria aveva delle mire) egli voleva mantenere lo status quo.
Ma nel 1875 durante una grave crisi nei rapporti fra Germania e Francia, Gorčakov, eludendo la Lega e delineando future amicizie e alleanze, prima prese le parti di Parigi, assieme alla Gran Bretagna, e poi diffuse l'impressione che, grazie a questa mossa, aveva salvato la pace in Europa per aver evitato un attacco tedesco alla Francia (in francese: «J'ai sauvé la paix de l'Europe»). Il Cancelliere Bismarck, andò su tutte le furie.

## La ripresa del "Grande gioco" (1873-1875)
Il 28 maggio 1873, senza colpo ferire, messo in fuga il Khan con la minaccia dei nuovi cannoni di fabbricazione tedesca, il generale russo Konstantin von Kaufman conquistava Khiva. A seguito di alcune rimostranze britanniche, Gorčakov dichiarò:

«Dal fatto che noi abbiamo in parecchie occasioni comunicato [...] la nostra ferma risoluzione di non perseguire una politica di conquiste o annessioni, il governo di Londra sembra trarre la convinzione che da parte nostra si siano contratti nei suoi confronti obblighi precisi al riguardo».

Ma poi assicurava: «Sua Maestà Imperiale non ha intenzione di ampliare le attuali frontiere in Asia centrale, né dal lato di Buchara, né dal lato di Krasnovodsk» e comunque, pur mantenendo formalmente l'assicurazione, nel 1875, dopo la ribellione al khan fantoccio dei russi (Muhammad Khudayar Khan), il Khanato di Kokand fu annesso all'Impero dello Zar.

In un decennio, la Russia aveva incorporato un territorio molto vasto, con una duplice strategia politica: quella ufficiale, conciliante, di Gorčakov, e quella aggressiva dei comandanti militari del posto, che, se necessario, poteva essere sconfessata.

## La guerra contro l'Impero ottomano

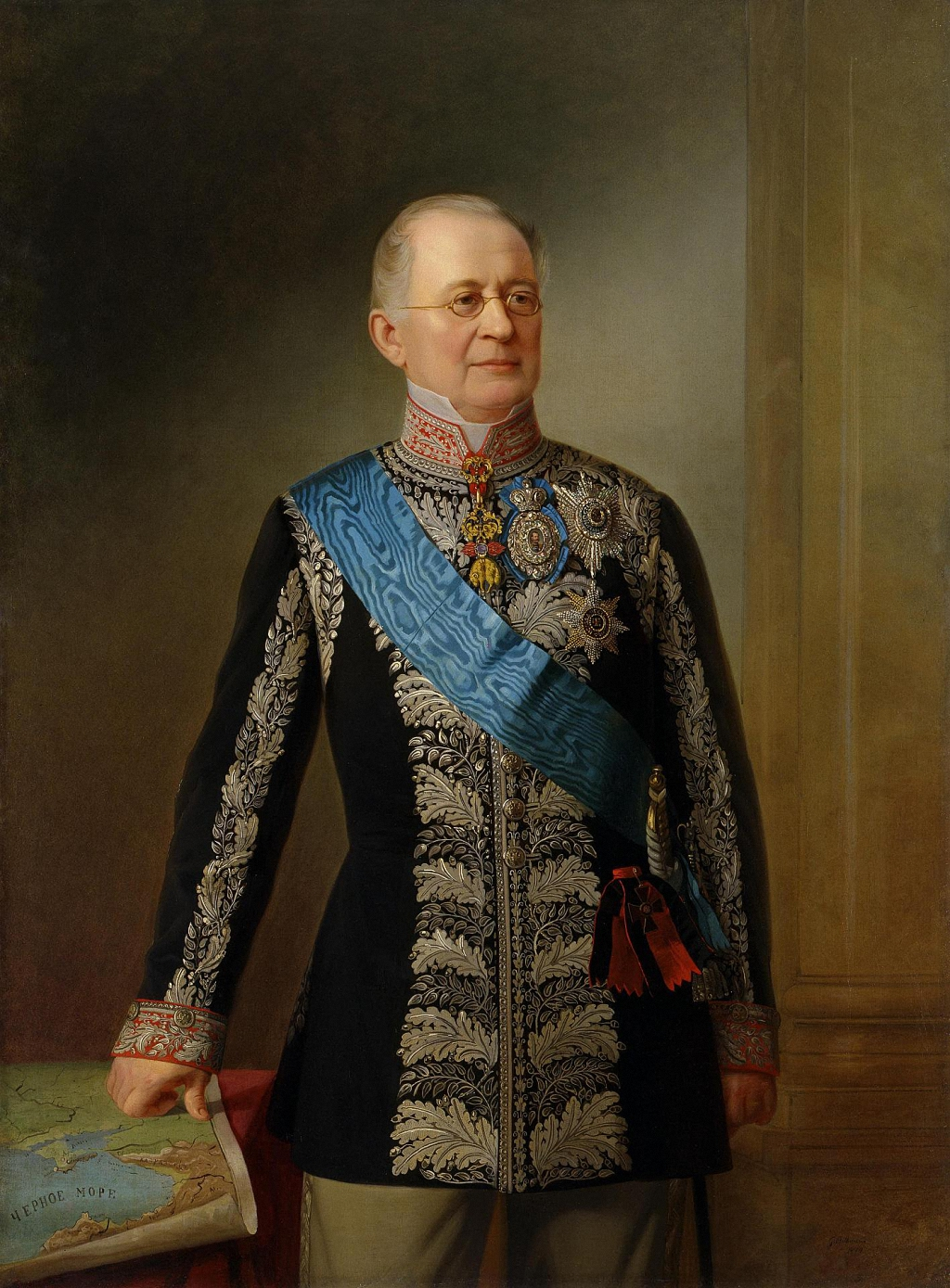
Gorčakov in alta uniforme nel 1874.

Nel 1876 i principati slavi della Serbia e del Montenegro entrarono in guerra contro l'Impero ottomano accanto alla Bosnia ed Erzegovina. Nel luglio dello stesso anno Gorčakov e l'omologo austriaco Andrássy cercarono di coordinare le risposte.

### Gli incontri di Reichstadt e Budapest
I due ministri degli Esteri si incontrarono nel luglio 1876 a Reichstadt (oggi Zákupy), in Boemia. Per quanto d'accordo sulla maggior parte delle questioni, le due delegazioni si lasciarono in contrasto riguardo alla Bosnia ed Erzegovina, la provincia che si era ribellata ai turchi.

In caso di sconfitta ottomana, secondo Andrássy, l'intera provincia doveva passare all'Austria. Raccogliendo invece il volere dei capi degli insorti bosniaci, secondo Gorčakov, una parte della Bosnia doveva essere ceduta alla Serbia e l'intera Erzegovina al Montenegro. San Pietroburgo, comunque, promise di non intervenire nel conflitto. Ma le vittorie turche e la collera che suscitavano nei panslavisti russi, convinsero Gorčakov e Alessandro II che la Russia sarebbe dovuta scendere in campo.
A gennaio e a marzo del 1877, ci furono nuovi incontri fra gli austriaci e i russi, questa volta a Budapest.

Convinzione di Gorčakov era che la Russia avesse perso la Guerra in Crimea per l'atteggiamento ostile, anche se non belligerante, dell'Austria. Tale politica di Vienna aveva impedito che tutte le forze russe si concentrassero sul fronte delle operazioni. Questa volta, per non esporre nuovamente la Russia al pericolo di un attacco alle spalle, Gorčakov si risolse a ripagare il consenso di Vienna all'azione contro i turchi con l'abbandono della Bosnia-Erzegovina all'Austria.

### La guerra e la Pace di Santo Stefano
Le concessioni di Gorčakov resero possibile l'invasione russa dell'Impero ottomano ed egli non si fece mancare i lati positivi della questione: a Bucarest, durante il conflitto, scandalizzò i benpensanti applaudendo ogni sera in un café chantant le “oscenità” di alcune canzonette francesi.
Dopo la vittoria della Russia, ritenendo forse Gorčakov troppo vicino all'Austria (o troppo poco panslavista), Alessandro II delegò all'ambasciatore a Costantinopoli Nicolaj Pavlovič Ignat'ev, la redazione del trattato di pace che, firmato a Santo Stefano, fu molto pesante per i turchi.

La Pace di Santo Stefano non fu, quindi, opera del Ministro degli Esteri, che già si era espresso, ancora nel 1876, contro l'idea di cambiamenti territoriali. Ad uno dei suoi collaboratori aveva detto che la Russia era una «grande non potenza» e doveva ormai rifiutare ogni espansionismo.

## Il Congresso di Berlino

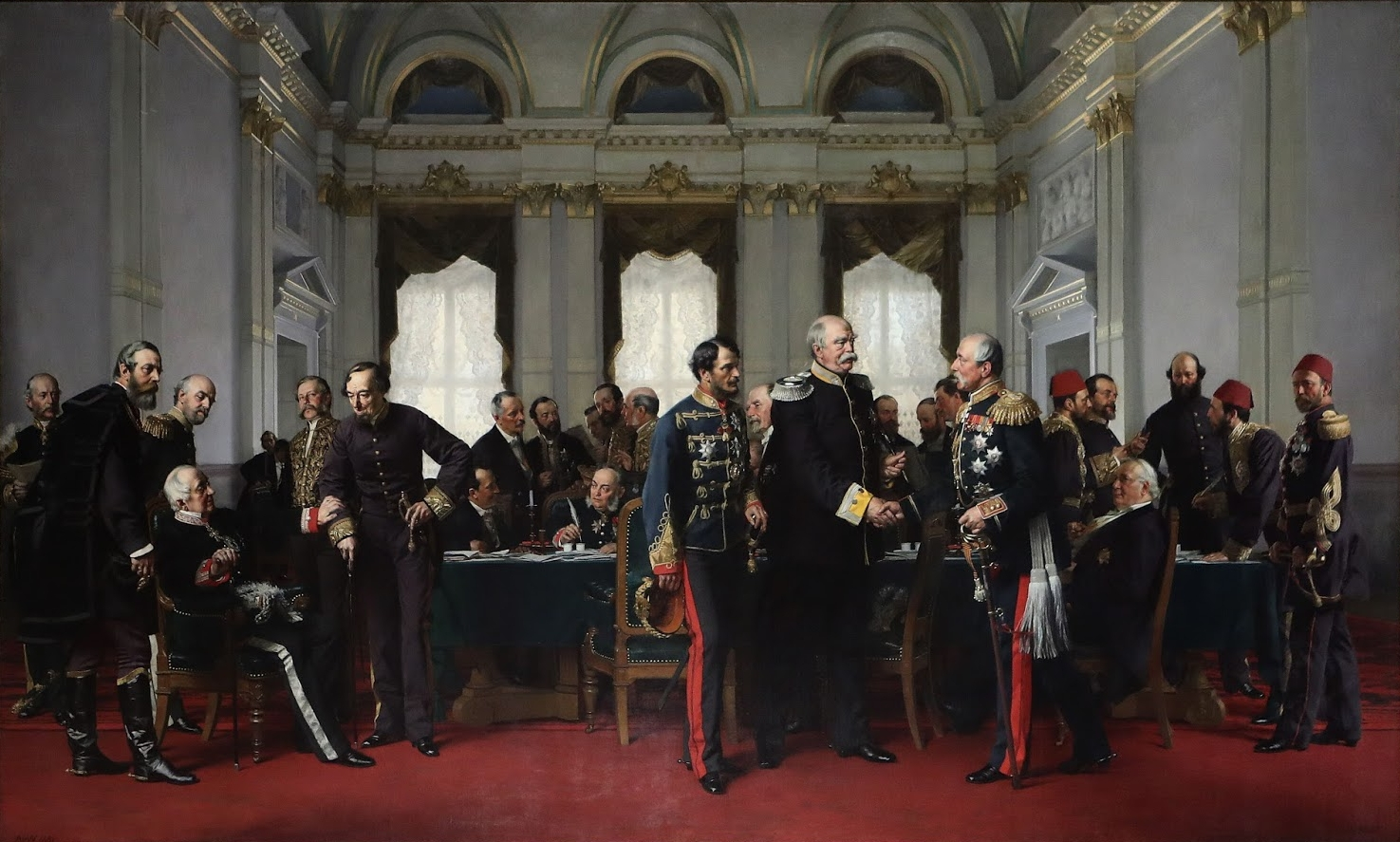
Il momento della firma al Congresso di Berlino. In primo piano, verso destra: Bismarck (Germania) fra Andrássy (Austria) e Šuvalov (Russia) a cui stringe la mano. A sinistra, seduto in poltrona, Gorčakov con la mano sinistra sul braccio di Disraeli (Gran Bretagna).

Per nulla soddisfatte di come erano andate le cose con la Pace di Santo Stefano, la Gran Bretagna e soprattutto l'Austria che non aveva ottenuto la Bosnia, reclamarono un Congresso per rettificare a discapito dei russi le clausole della pace.

Nonostante l'età avanzata, Gorčakov, a ottant'anni, fu il primo plenipotenziario dell'Impero russo al Congresso che, mediatore Bismarck, si riunì a Berlino il 13 giugno 1878.
Ammalatosi, non poté perciò partecipare alle prime fasi delle trattative, decisive per l'annullamento della Grande-Bulgaria, satellite logistico della Russia, nato con la Pace di Santo Stefano. Guarito e apparso al convegno sorretto da due servi dichiarò che nel corso delle precedenti deliberazioni i suoi colleghi, Pëtr Andreevič Šuvalov e Paul d'Oubril, avevano fatto delle concessioni che oltrepassavano di molto quelle che lui aveva in mente. Proseguì tuttavia dicendo che la Russia non perseguiva fini egoistici: come aveva combattuto esclusivamente per il Cristianesimo e la civiltà, così ora faceva anche gravi sacrifici perché si ristabilisse la concordia. La Russia, concluse, voleva mostrare al mondo che desiderava scambiare gli allori della vittoria con la palma della pace.
Gorčakov, durante le trattative, diede la sua completa adesione all'occupazione austriaca della Bosnia; nel contempo non si fece convincere dall'appello del Presidente del Consiglio rumeno Ion C. Brătianu e pretese il ritorno alla Russia della Bessarabia meridionale, persa con il Congresso di Parigi.

Tornato a San Pietroburgo prima di Šuvalov, Gorčakov conferì sul congresso con lo Zar Alessandro II, e fu probabilmente la causa della caduta in disgrazia del suo collaboratore.

## La fine boccaccesca
Dopo Berlino i rapporti fra Gorčakov e Bismarck peggiorarono, così come quelli fra Russia e Germania. Nel 1882 il Ministro degli Esteri, a 84 anni, si ritirò dal servizio e lasciò il posto a Nikolaj Karlovič Girs.
L'anno dopo, l'11 marzo 1883 a Baden, residenza termale tedesca, Gorčakov fu colto dalla morte nel letto di una prostituta. La ragazza, atterrita, si precipitò dalla polizia che, come è facile comprendere, volle evitare lo scandalo. Si dispose che il corpo dell'ex ministro fosse trasportato senza dare nell'occhio nell'albergo dove egli alloggiava. La salma fu dunque adagiata in una grande cesta e coperta con della biancheria. Così l'ex ministro giunse all'albergo e il pope della cappella ortodossa poté provvedere a tutto il resto.

## Note

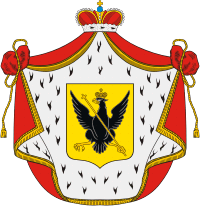
Lo stemma dei Gorčakov